# Apanteles aggestus
Apanteles aggestus är en stekelart som beskrevs av Granger 1949. Apanteles aggestus ingår i släktet Apanteles och familjen bracksteklar. Inga underarter finns listade i Catalogue of Life.